# Tempio di Giove Feretrio
Il tempio di Giove Feretrio fu il primo tempio costruito a Roma (il secondo dedicato a Giove è di origine etrusca, vale a dire il tempio di Giove Ottimo Massimo). L'origine del termine Feretrius alcuni lo attribuirono al verbo latino "ferire" (colpire), ponendolo in relazione al fatto che le spoglie del capo nemico caduto in battaglia (spolia opima) erano poi offerte a Giove Feretrio ("che colpisce") sul Campidoglio. Altri autori invece lo identificarono con il verbo latino ferre ("portare"), in quanto chi otteneva gli spolia opima le portava in dono a Giove Feretrio.

## Storia

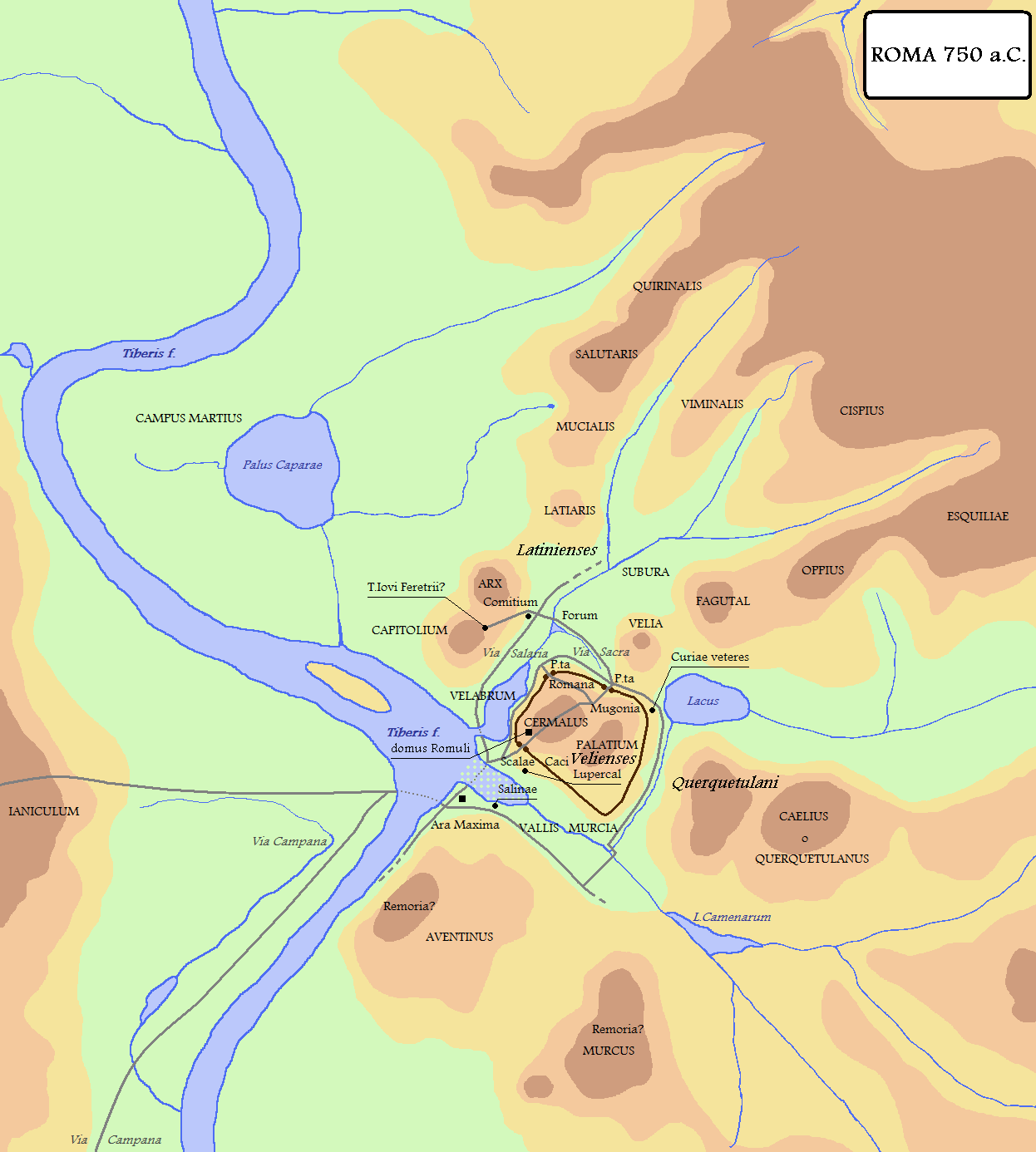
La Roma di Romolo ed il possibile sito del Tempio di Giove Feretrio sul Campidoglio.

Il tempio venne fondato, secondo la tradizione, da Romolo dopo aver sconfitto in battaglia il capo dei Ceninensi Acrone, nel 752-751 a.C. come ricordano anche i Fasti triumphales.
(Fasti triumphales, 2 anni dalla fondazione di Roma.)
Fu il primo tempio costruito nella Roma antica. Come testimonia Dionigi, il tempietto non era più ampio, sul lato più lungo, di 15 piedi. Il signum di Giove Feretrio era una pietra dura custodita al suo interno, che Andrea Carandini identifica con il lapis silex, probabilmente un'ascia preistorica che rappresentava la materializzazione di un fulmine, e con la quale si effettuava il sacrificio di una scrofa al termine della ovatio (dopo aver percorso in processione la Via Sacra, dalla Velia fino al Campidoglio, al di fuori del pomerium). Un primo restauro fu effettuato da Anco Marzio. Nel tempio furono poste anche gli spolia opima del re di Veio, Lars Tolumnio, sconfitto durante la battaglia di Fidene, da Aulo Cornelio Cosso, nel 437 a.C.
Durante la guerra civile tra Antonio e Ottaviano, Augusto decise, dietro suggerimento di Tito Pomponio Attico, di promuovere un rifacimento completo del tempietto ormai caduto del tutto in rovina. Il suo stato di abbandono non aveva destato interesse in nessun politico della città. Fu solo con Ottaviano che, su consiglio di un uomo colto come Pomponio, si decise la ristrutturazione del tempio.

## Posizione
Il sito del tempio è attualmente dibattuto. Sappiamo, secondo quanto ci tramanda Tito Livio, che si trovava sul Campidoglio:
(Tito Livio, Ab Urbe condita libri, I, 10.)
Secondo il Carandini si trattava di un tempio che in origine doveva essere una capanna, con di fronte un'ara. Intorno al tempio un recinto, al cui interno vi era una quercia sacra. Il possibile sito viene identificato, sempre dal Carandini, con la Promoteca capitolina dove sono stati rinvenuti reperti votivi databili alla metà dell'VIII secolo a.C.
| Planimetria del Campidoglio antico |
| --- |
| Area capitolina Arx Forum Romanum Fori Imperiali Velabro Tempio di Giove capitolino Tabularium Tempio di Giunone Moneta Teatro di Marcello Forum Holitorium Tempio di Bellona Tempio di Giove Feretrio Tempio di Veiove Auguraculum Iseum Tempio di Giove Custode (?) Tempio della Concordia (?) Tempio di Giove Conservatore Altare Tensarum Tempio di Giove Tonante Clivus Capitolinus Centus Gradus Porta Pandana Tempio di Giano Tempio di Giunone Sospita Tempio di Spes Tempio di Augusto Asylum Inter duos lucos Vico Giugario Campo di Marte Portico degli Dei Consenti Tempio di Vespasiano Tempio della Concordia Tullianum Clivus Argentarius Tempio di Venere Ericina Tempio di Mens (?) Tempio di Fides (?) Tempio di Ops (?) Arco di Scipione Tempio di Saturno Basilica Giulia |

### Fonti primarie
- Augusto, Res gestae divi Augusti, 19.
- Dionigi di Alicarnasso, II.
- Fasti triumphales.
- Livio, Ab Urbe condita libri, I.
- Plutarco, Vita di Romolo.

### Fonti secondarie
- Andrea Carandini, Roma il primo giorno, Roma-Bari, Laterza, 2007.